# Helle Bjerregaard
Helle Bjerregaard (21 giugno 1968) è un'ex calciatrice danese, di ruolo portiere.
Nel corso della sua lunga carriera ha più volte indossato la maglia della nazionale danese, partecipando a tre campionati europei, ottenendo due terzi posti nell'edizione casalinga del 1991 e in quella successiva di Italia 1993, due Mondiali, raggiungendo in entrambi i quarti di finale, e all'Olimpiade di Atlanta 1996, eliminata alla fase a gironi.